# Víctor Cáceres
Víctor Javier Cáceres Centurión (Asunción, Paraguay; 25 de marzo de 1985) es un exfutbolista paraguayo que se desempeña como Centrocampista. Fue internacional con la Selección de Paraguay.
Es hermano mayor del también futbolista Marcos Cáceres, y primo de Lucas Barrios por via materna.

## Trayectoria

### Inicios
Inició a la edad de 13 años en la escuela de fútbol de la Asociación Mutual del Personal de la Administración Nacional de Electricidad (Ampande), situada en el barrio Santísima Trinidad de la capital del país, Asunción. Al culminar esa etapa pasó al club Atlántida donde jugó hasta los 18 años. Allí lo hizo junto a dos de sus hermanos, Hugo y Marcos Cáceres. Cáceres debutó a nivel mayor para el Club Atlántida de Asunción en la 3.ª División de Paraguay en 2002.
Luego tuvo la oportunidad de formar parte del club Libertad desde la sub-18. En esta división jugó solamente dos partidos ya que poco después fue promovido a la sub-20. Hasta que a los 21 años, bajo la conducción del entrenador Gerardo Martino, debutó en la Primera División el 11 de febrero de 2006, ante el 12 de Octubre por la tercera fecha del Torneo Apertura. Dicho certamen lo conquistó su equipo en el cual Víctor disputó seis encuentros en forma intercalada.
Marcó su primer gol en Primera el 22 de julio de 2006, con el que Libertad venció al 3 de febrero, en la segunda jornada del Torneo Clausura. Cinco días después realizó su estreno oficial en la competencia internacional cuando ingresó sobre el minuto 87 del partido de ida jugado en Asunción ante el Inter de Brasil, que terminó empatado sin goles, por la semifinal de la Copa Libertadores 2006. En el de vuelta, llevado a cabo en Porto Alegre, ya conformó el onceno titular siendo su labor defensiva, según la prensa especializada, uno de los puntos más altos.
Al año siguiente, alcanzó una gran regularidad en el cuadro gumarelo, jugando casi todos los partidos del campeonato local e internacional. Como corolario de tan buena campaña fue autor de los dos tantos con los que Libertad se consagró campeón de la temporada 2007 en el decisivo juego final disputado el 14 de diciembre contra Sportivo Luqueño. Medios escritos locales lo eligieron figura excluyente del partido.
En 2008 continuaron los éxitos para el Topo al lograr dos títulos más con Libertad: los torneos Apertura y Clausura, manteniéndose como titular indiscutible. En 2010 conquistó su último título con la casaca albinegra.
En 2011, recibió una oferta del Blackburn Rovers en Inglaterra, pero prefirió seguir trabajando por el club en el que se reveló.

### Flamengo
Su estadía en el conjunto liberteño se extendió hasta la temporada del 2012 cuando el club brasileño Flamengo lo fichó por cuatro años.
El 25 de enero de 2012, Cáceres golpeó su fichaje por el Flamengo. Al principio, él sólo vestir la camiseta del club en el medio de 2012, cuando su contrato con Libertad, Cáceres y Flamengo tenía un acuerdo verbal, el jugador firmaría un precontrato pero se negó y sólo firmado después del final de su contrato el 31 de julio, por respeto al club reveló. El 25 de mayo de 2012, se reveló que el jugador ha recibido una propuesta de Boca Juniors, pero él se negó porque quiere ir a Flamengo e incluso trató de liberar la Libertad a firmar con el club de Río antes del final de su contrato después julio. Sin embargo, se descubrió un error de información y el contrato del jugador con Libertad termina el 30 de junio y no el 31 de julio, que acorta su llegada al club de Río. El 7 de julio de 2012, Cáceres es finalmente presenta como un mayor fortalecimiento de Flamengo, el jugador firmó un contrato hasta 2014. Víctor era casi un debut impotentes formación mes de Flamengo, por un problema con la Asociación Paraguaya de Fútbol (AFP) que no envía los documentos a la Confederación Brasileña de Fútbol (CBF), pero finalmente el 2 de agosto de 2012, el jugador tomó su buen estado y podría debutar en el Flamengo el 8 de agosto de 2012 contra Figueirense.
Su primer gol con el Flamengo salió solamente el 6 de julio de 2013 en el empate por 2-2 al Coritiba en un partido válido por el Campeonato Brasileño.
Él anotó su segundo gol en la derrota por 2-1 ante el León en un partido válido por la Copa Libertadores de 2014. Se ha convertido en un juego defensivo importante en el calendario de equipo táctico. Su tercer gol llegó en la victoria sobre el Atlético-MG en un juego para el primer partido de la semifinal de la Copa del Mundo de Brasil 2014.

### Al-Rayyan
En agosto de 2015, Cáceres dejó Flamengo después de tres años para adaptarse a la Al-Rayyan. El Club Qatari se adueñó del 100% de los derechos económicos del paraguayo, por una cifra aproximadamente $ 3.5 millones para liberar al jugador.

### Cerro Porteño
En julio del 2017, llega al club de sus amores, Cerro Porteño, y se le cumple el sueño de jugar con su hermano, Marcos Cáceres, en dicha institución. Ese mismo año, logra su primer campeonato con la institución azulgrana y juega la Copa Sudamericana 2017 donde es eliminado en octavos de final por Junior de Barranquilla.

## Selección nacional
Ha sido internacional con la selección de fútbol de Paraguay. Debutó oficialmente el 13 de octubre de 2007, de nuevo teniéndolo a Gerardo Martino como director técnico, enfrentando a la Selección de Perú en Lima, en encuentro válido por la primera jornada de las eliminatorias sudamericanas del Mundial 2010.
Su rendimiento expuesto en el mediocampo del conjunto albirrojo, durante gran parte del torneo selectivo, ha sido considerado como uno de los más resaltantes por su eficacia para recuperar el balón basada en un notable despliegue físico.
Curiosamente, apenas unos cuatro meses atrás, integró una nómina preliminar de 27 jugadores que se preparaban para competir en la Copa América 2007, pero finalmente el 15 de junio, fue excluido por el seleccionador Martino del plantel que viajó a Venezuela a disputar el certamen. Tomando en cuenta este detalle, su ascenso fue meteórico.
Su última convocatoria para la Selección data para los amistosos internacionales fecha FIFA del 3 y 7 de septiembre de 2014. Luego volvería para disputar la Copa América 2015, disputando 2 partidos de la fase de grupos, en el empate 2-2 ante Argentina y la victoria 1-0 ante Jamaica. Ante Uruguay fue suplente, donde Paraguay empató 1-1, clasificándose a cuartos de final, siendo segundos de grupo con 5 puntos. En cuartos, se enfrentó a Brasil, donde Cáceres fue titular y Paraguay empató 1-1 con el scratch, definiendo el partido en tanda de penales, donde Cáceres anotaría el segundo penal de la tanda y Paraguay clasificaría a la semifinal, donde se enfrentaría nuevamente a Argentina, donde Paraguay perdería inapelablemente por 6-1. En el partido por el tercer lugar ante Perú, siendo derrotados 2-0 por este, Cáceres fue titular pero fue reemplazado en el minuto 59 por Eduardo Aranda.
En la Clasificación para la Copa Mundial de 2018, el Topo Cáceres jugó los primeros 4 partidos (3 de titular) durante octubre y noviembre de 2015, donde luego no sería convocado hasta marzo de 2017, en el partido ante Ecuador volvió a ser titular, en la victoria por 2-1. En el siguiente partido de la doble fecha, ante Brasil, no jugó por lesión. En agosto sería convocado para los partidos ante Chile y Uruguay, donde en los dos sería titular, pero en el primero, anotó el segundo gol de la victoria por 3-0 y sería reemplazado en el minuto 70 por Richard Ortiz tras sufrir problemas musculares. Luego ante los uruguayos, Cáceres se lesionaría en el minuto 38 debido a lo anterior, donde fue reemplazado en el minuto 40 nuevamente por Ortiz. Paraguay caería por 1-2 en aquel partido, complicando sus chances de clasificar al Mundial.
En la siguiente doble fecha de octubre, fue convocado para los partidos ante Colombia y Venezuela. Cáceres jugó el primer partido de titular siendo capitán, tras la sanción de Paulo da Silva. El Topo nuevamente se lesionaría, y sería reemplazado en el minuto 37 por Robert Piris da Motta. Paraguay ganaría aquel partido por 2-1. En el siguiente partido ante Venezuela donde sin Cáceres, Paraguay cayó por 0-1 quedando eliminado de la fase de clasificación del Mundial sin oportunidad de llegar al repechaje.

### Participaciones en Copas del Mundo
| Mundial                        | Sede      | Resultado        | Partidos | Goles |
| ------------------------------ | --------- | ---------------- | -------- | ----- |
| Copa Mundial de Fútbol de 2010 | Sudáfrica | Cuartos de final | 4        | 0     |

### Goles en la selección
| Goles con la Selección de Paraguay | Goles con la Selección de Paraguay | Goles con la Selección de Paraguay | Goles con la Selección de Paraguay | Goles con la Selección de Paraguay | Goles con la Selección de Paraguay | Goles con la Selección de Paraguay | Goles con la Selección de Paraguay | Goles con la Selección de Paraguay |
| Resultados                         | Resultados                         | Resultados                         | Resultados                         | Lugar                              | Estadio                            | Fecha                              | Tipo                               | Goles                              |
| ---------------------------------- | ---------------------------------- | ---------------------------------- | ---------------------------------- | ---------------------------------- | ---------------------------------- | ---------------------------------- | ---------------------------------- | ---------------------------------- |
| Paraguay                           | 1                                  | 1                                  | Francia                            | Niza                               | Allianz Riviera                    | 1 de junio de 2014                 | Amistoso                           | 1 gol                              |
| Paraguay                           | 3                                  | 0                                  | Chile                              | Santiago                           | Estadio Monumental                 | 31 de agosto de 2017               | Eliminatorias Sudamericanas 2018   | 1 gol                              |

Para un total de 2 goles

## Clubes
| Club          | País     | Año       |
| ------------- | -------- | --------- |
| Atlántida     | Paraguay | 2000-2003 |
| Libertad      | Paraguay | 2003-2012 |
| Flamengo      | Brasil   | 2012-2015 |
| Al-Rayyan     | Catar    | 2015-2017 |
| Cerro Porteño | Paraguay | 2017-2020 |
| Nacional      | Paraguay | 2020      |
| 12 de Octubre | Paraguay | 2021      |
| Guaraní       | Paraguay | 2022      |
| 12 de Octubre | Paraguay | 2022      |

### Participaciones en Copas nacionales
| Copa               | País     | Resultado | Partidos | Goles |
| ------------------ | -------- | --------- | -------- | ----- |
| Copa Paraguay 2018 | Paraguay | 1.a fase  | 0        | 0     |

## Palmarés
| Título               | Club          | País     | Año  |
| -------------------- | ------------- | -------- | ---- |
| Campeonato Paraguayo | Libertad      | Paraguay | 2006 |
| Campeonato Paraguayo | Libertad      | Paraguay | 2007 |
| Torneo Apertura      | Libertad      | Paraguay | 2008 |
| Torneo Clausura      | Libertad      | Paraguay | 2008 |
| Torneo Clausura      | Libertad      | Paraguay | 2010 |
| Copa de Brasil       | Flamengo      | Brasil   | 2013 |
| Torneo Clausura      | Cerro Porteño | Paraguay | 2017 |

### Distinciones individuales
| Distinción             | Otorgada por                             | Año  |
| ---------------------- | ---------------------------------------- | ---- |
| Condecoración Especial | Presidencia de la República del Paraguay | 2010 |